# Antemoro
Gli Antemoro (pronunciato Antemuro) o Antaimoro (Antemuro) sono un popolo che abita le coste sudorientali del Madagascar, soprattutto nella zona compresa fra le città di Manakara e Farafangana. Gli appartenenti a questa etnia sono circa 427.000 e rappresentano il 3 % della popolazione malgascia. Il nome Antemoro, in lingua malgascia, significa semplicemente "quelli della costa".

## Storia

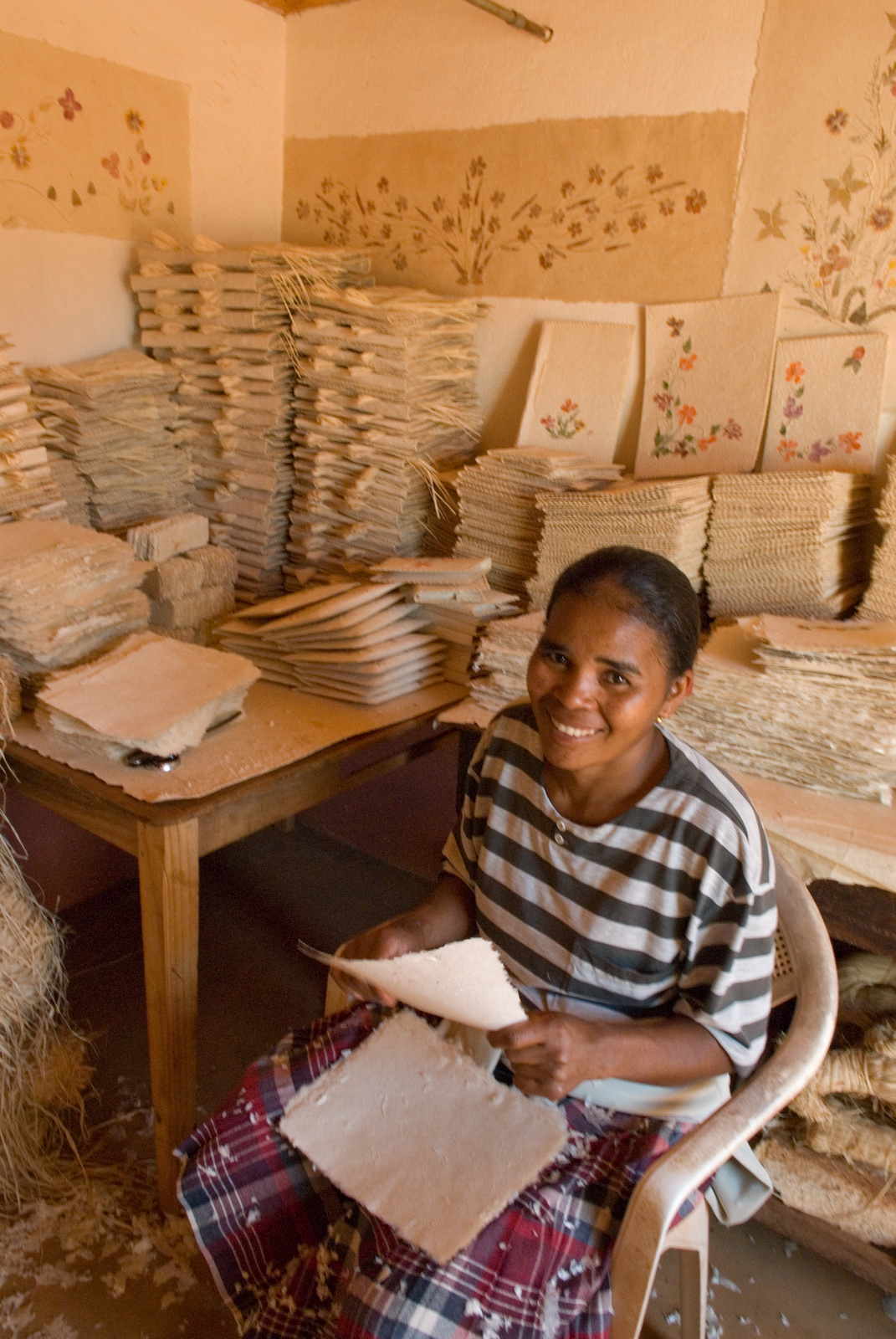
Manifattura di carta antaimoro ad Ambalavao

Come gli Antanosy, discendono probabilmente da coloni arabi giunti in Madagascar intorno al XIV secolo e insediatisi inizialmente presso la foce del fiume Matitanana. Padre del popolo Antemoro, secondo le tradizioni, sarebbe stato Ramakararo, un sultano partito dalla Mecca. Come gli altri gruppi arabi de Madagascar e delle isole dell'Oceano Indiano, gli Antemoro erano organizzati secondo un sistema feudale; Andrianoni era il nome del re supremo, a cui rendevano i propri servizi gli Anteoni (i vassalli). I loro stregoni erano astrologi, specializzati nella lettura delle fasi lunari, e furono spesso accolti nelle corti degli altri monarchi malgasci, contribuendo a creare quella che oggi è la figura dello ombasy, l'astrologo di corte o del villaggio.

## Lingua
L'idioma temoro è uno dei dialetti della lingua malgascia, appartenente alla famiglia delle lingue maleo-polinesiane del gruppo Barito.

## Cultura
Si ritiene che siano stati gli Antemoro a portare la scrittura in Madagascar, trascrivendo la lingua locale nell'alfabeto arabo, diversi secoli prima che gli europei facessero la stessa cosa usando l'alfabeto latino. A questa tribù appartengono infatti la maggior parte dei Sorabe ("grandi scritture", dall'arabo sura, "scrittura", e il malgascio be, "grande"), i testi sacri malgasci. La "carta antaimoro" (papier antaimoro) su cui furono scritti questi testi viene ancora oggi prodotta nei dintorni di Ambalavao.